# Shepardsville
Shepardsville – jednostka osadnicza w Stanach Zjednoczonych, w stanie Indiana, w hrabstwie Vigo.